# Michail Michailowitsch Warnakow
Michail Michailowitsch Warnakow (russisch Михаил Михайлович Варнаков; * 1. März 1985 in Gorki, Russische SFSR) ist ein russischer Eishockeyspieler, der seit 2018 erneut bei Torpedo Nischni Nowgorod aus der Kontinentalen Hockey-Liga unter Vertrag steht. Sein Vater Michail war ebenfalls Eishockeyspieler.

## Karriere
Michail Warnakow begann seine Karriere als Eishockeyspieler in seiner Heimatstadt in der Nachwuchsabteilung von Torpedo Nischni Nowgorod, für dessen zweite Mannschaft er zunächst in der Saison 2001/02 in der drittklassigen Perwaja Liga aktiv war. Anschließend wechselte er in die Nachwuchsabteilung des HK Dynamo Moskau, kam in der Saison 2002/03 jedoch auch dort nur für Dynamos zweite Mannschaft in der Perwaja Liga zum Einsatz, woraufhin er nach Nischni Nowgorod zurückkehrte. In der Saison 2003/04 konnte sich der Angreifer im Profiteam von Torpedo in der Superliga durchsetzen, musste mit seiner Mannschaft jedoch den Abstieg in die Wysschaja Liga, die zweite russische Spielklasse, hinnehmen. 
In der Wysschaja Liga entwickelte sich Warnakow zu einem der Führungsspieler bei Torpedo Nischni Nowgorod und er erreichte schließlich in der Saison 2006/07 mit seiner Mannschaft als Zweitligameister den Wiederaufstieg in die Superliga. Nach einer weiteren Superliga-Spielzeit nimmt er seit der Saison 2008/09 mit Torpedo am Spielbetrieb der neu gegründeten Kontinentalen Hockey-Liga bei. Auch in der KHL konnte er seine Führungsrolle in der Mannschaft untermauern und erzielte in seinen ersten drei KHL-Spielzeiten im Schnitt jeweils alle drei Spiele ein Tor.
Während der Saison 2012/13 avancierte er zum Leistungsträger innerhalb seines Teams und wurde zum KHL All-Star Game 2013 eingeladen. Ende Januar 2013, nachdem Torpedo keine Chance mehr auf das Erreichen der Play-offs hatte, wurde Warnakow an den SKA Sankt Petersburg abgegeben. Für den SKA erzielte er bis Saisonende 12 Scorerpunkte in 19 KHL-Partien und wurde als KHL-Stürmer des Monats Februar ausgezeichnet. Im Juni 2013 wurde er von Ak Bars Kasan verpflichtet.

### International
Für Russland nahm Warnakow 2010 an der Euro Hockey Tour teil. Dabei blieb er in zwei Spielen punkt- und straflos.

## Erfolge und Auszeichnungen
- 2007 Meister der Wysschaja Liga und Aufstieg in die Superliga mit Torpedo Nischni Nowgorod
- 2013 KHL All-Star Game
- 2013 KHL-Stürmer des Monats Februar
- 2015 KHL-Stürmer des Monats Januar

## KHL-Statistik
(Stand: Ende der Saison 2018/19)